# 庄原警察署

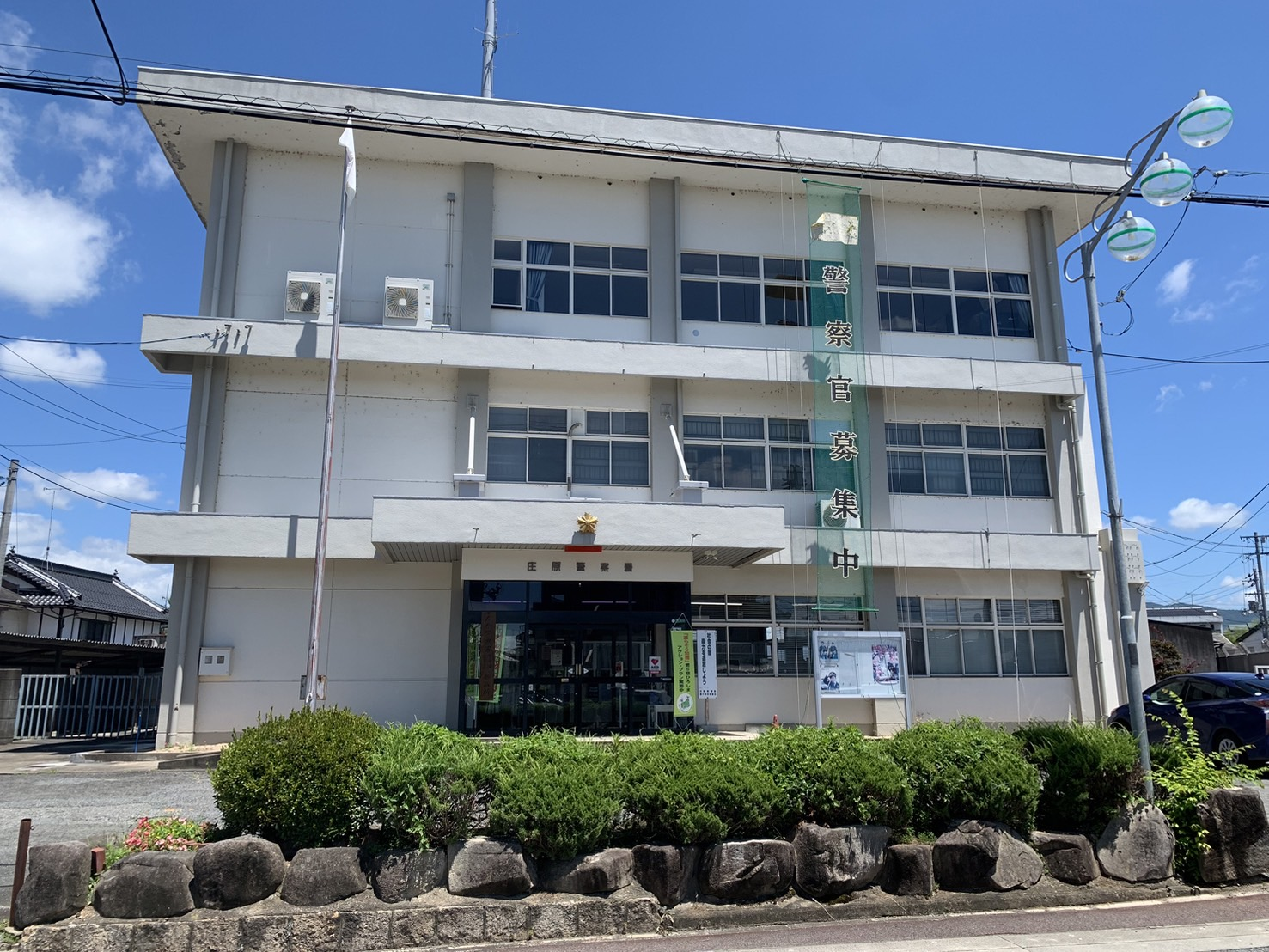
庄原警察署庁舎外観（2024年）

庄原警察署（しょうばらけいさつしょ）は、広島県警察が管轄する警察署の一つである。

## 所在地
- 〒727-0012　広島県庄原市中本町一丁目3番8号

## 管轄区域
- 庄原市

## 沿革
- 1874年5月恵蘇郡三日市村と奴可郡西城村に羅卒出張所が設置される。
- 1877年3月後の比婆郡に相当する恵蘇・奴可・三上各郡が三次警察署の管轄区域になる。西城・庄原各分署が設置され、西城分署の下に小奴可・東城の二箇所の屯所が設置される。
- 1877年7月小奴可・東城両屯所が三次警察署直轄の分署に昇格する。
- 1879年8月三次警察署東城交番所が設置される。
- 1886年8月東城交番所は東城分署になり、西城分署は西城交番所になって小奴可交番所とともに東城分署の管轄になる。
- 1886年11月庄原・東城両分署が警察署に昇格する。
- 1925年3月東城警察署は庄原警察署の分署になり、西城分署が廃止される。
- 1948年1月西城・庄原・東城各自治体警察署と国家地方警察比婆地区警察署が発足する。
- 1954年7月広島県警庄原・東城両警察署が発足する。西城警察署は庄原警察署に統合され廃止される。
- 1956年10月東城警察署が廃止され、庄原警察署に統合される。
- 2005年3月庄原市と比婆郡全5町、甲奴郡総領町が対等合併して改めて庄原市が発足する。その際、府中警察署の管轄下にあった庄原市総領町全域が庄原警察署の管轄下に入る。

## 警察署直轄区域
- 庄原市のうち戸郷町、中本町一丁目・二丁目、西本町一丁目～四丁目、東本町一丁目～四丁目、三日市町

## 交番
- 西城交番（庄原市西城町西城）
  - 庄原市のうち西城町入江、西城町大佐、西城町大屋、西城町熊野、西城町栗、西城町西城、西城町中迫、西城町中野、西城町八鳥、西城町平子
- 東城交番（庄原市東城町東城）
  - 庄原市のうち東城町粟田、東城町受原、東城町小串、東城町川西、東城町川東、東城町久代、東城町新福代、東城町菅、東城町竹森、東城町千鳥、東城町戸宇、東城町東城、東城町福代

## 駐在所
- 板橋駐在所（庄原市板橋町）
  - 庄原市のうち板橋町、是松町、実留町、新庄町、高門町、一木町
- 小奴可駐在所（庄原市東城町小奴可）
  - 庄原市のうち東城町内堀、東城町小奴可、東城町加谷、東城町川鳥、東城町塩原、東城町田黒、東城町森、東城町保田
- 川北駐在所（庄原市川北町）
  - 庄原市のうち掛田町、川北町、川手町、濁川町、門田町
- 口和駐在所（庄原市口和町向泉）
  - 庄原市のうち口和町大月、口和町金田、口和町竹地谷、口和町常定、口和町永田、口和町宮内、口和町向泉、口和町湯木
- 春田駐在所（庄原市春田町）
  - 庄原市のうち上谷町、春田町、本村町、峰田町
- 総領駐在所（庄原市総領町下領家）
  - 庄原市のうち総領町稲草、総領町上領家、総領町亀谷、総領町木屋、総領町黒目、総領町五箇、総領町下領家、総領町中領家
- 帝釈駐在所（庄原市東城町帝釈未渡）
  - 庄原市のうち東城町新免、東城町帝釈宇山、東城町帝釈始終、東城町帝釈未渡、東城町帝釈山中、東城町三坂
- 高駐在所（庄原市高町）
  - 庄原市のうち大久保町、小用町、川西町、高町、永末町、本町、宮内町
- 高野駐在所（庄原市高野町新市）
  - 庄原市のうち高野町上里原、高野町岡大内、高野町奥門田、高野町上湯川、高野町高暮、高野町下湯川、高野町下門田、高野町新市、高野町中門田、高野町南、高野町和南原
- 七塚駐在所（庄原市上原町）
  - 庄原市のうち市町、尾引町、上原町、木戸町、高茂町、田原町、殿垣内町、七塚町、平和町、本郷町、水越町、山内町
- 八鉾駐在所（庄原市西城町小鳥原）
  - 庄原市のうち西城町高尾、西城町小鳥原、西城町三坂、西城町油木
- 比和駐在所（庄原市比和町比和）
  - 庄原市のうち比和町古頃、比和町木屋原、比和町比和、比和町三河内、比和町森脇